# Lesbianas durante la Segunda República española
Las lesbianas en el periodo de la Segunda República Española y la Guerra civil española fueron doblemente discriminadas, como consecuencia de su género y orientación sexual. Antes de la Segunda República, las lesbianas en España eran en gran parte ignoradas, eclipsadas por los hombres gay. Se enfrentaron a la discriminación al desafiar las definiciones sobre lo que significaba ser mujer. Si bien la homosexualidad no estaba condenada por ley, las lesbianas podían enfrentarse a un castigo más severo cuando se les acusaba de violar la moral debido a su orientación sexual.
Durante la dictadura de Primo de Rivera, entraron en vigor las primeras leyes modernas que castigaban específicamente los actos homosexuales, aunque pocos casos llegaron a los tribunales porque los juristas consideraban que los gais y las lesbianas sufrían enfermedades mentales. Las lesbianas también vivían en una cultura orientada en torno a la Iglesia católica, que establecía normas de género y dictaba leyes que dejaban a las mujeres en general con pocos derechos y poco protagonismo en la sociedad. Donde las lesbianas eran más aceptadas, tendían a ser estereotipadas como muy masculinas o demasiado femeninas. Su protagonismo social fue mayor durante este período en Madrid. Algunas lesbianas prominentes surgirían en este período, aunque su lesbianismo no sería conocido por la sociedad en muchos casos hasta muchos años después. Entre estas mujeres cabe mencionar a Marisa Roësset, Victoria Kent, Irene Polo, Carmen Conde, María de Maeztu, Matilde Ras y Elena Fortún. Algunas de ellas formaron parte del Círculo Sáfico durante la década de 1920.
La Segunda República marcó el comienzo de un período en el que las mujeres tuvieron más derechos conforme a la ley y en el que se empoderaron políticamente por primera vez. La homosexualidad también fue eliminada del código penal, aunque todavía había formas de acusar a las lesbianas; por ejemplo, considerándolas peligrosas para el estado o deteniéndolas incluso si su comportamiento ya no era delictivo.
Las mujeres lesbianas a menudo se agrupaban junto a las mujeres heterosexuales durante la Guerra Civil, y mezclarse era a menudo una técnica de supervivencia. La homofobia y la violencia de género en las zonas nacionalistas y las zonas rurales de España hicieron que la vida de las lesbianas fuera peligrosa. Las que pudieron se fueron al exilio. Algunas que no podían, a menudo terminaban en prisión.
El final de la guerra vio a la España franquista reimponer estrictas normas de género basadas en la doctrina de la Iglesia católica y la vuelta a la negación de autonomía legal a las mujeres en general. Las mujeres que no se adherían a las normas de género esperadas, como las lesbianas, corrían mayor riesgo de ser castigadas por el estado. Al mismo tiempo, el estado en gran medida no entendía el lesbianismo, por lo que el riesgo era menor que el que sufrían sus homólogos masculinos. Las mujeres en el exilio enfrentaron la doble carga de ser lesbianas y mujeres. Algunas lesbianas continuaron participando en el activismo que habían propugnado durante la Segunda República y la Guerra Civil.
La memoria histórica ha ayudado a compartir historias de personas LGBT durante la Guerra Civil. Esto puede ser problemático a veces porque las historias de muchas lesbianas se han olvidado o nunca se llegaron a contar en primer lugar.

## Preludio de la Segunda República (1800-1922)

### Legislación en torno a la homosexualidad
España entró en el siglo XX sin leyes sobre la homosexualidad, habiendo creado su primer código penal en la era moderna en 1822. Inspirado por el Código Napoleónico francés, no se mencionaba la homosexualidad ya que la sodomía había sido legal en Francia desde 1791. Si bien los códigos penales de España fueron modificados en 1848, 1859 y 1870, la homosexualidad nunca se mencionó, ya que había otras formas, a saber, leyes de escándalo público y leyes contra la inmoralidad, que podrían usarse para perseguirla.
Si bien la ley no hace distinciones entre la actividad sexual entre personas del mismo sexo y la actividad sexual entre personas del sexo opuesto, los delitos sexuales aún pueden ser procesados si resultan de un caso sobre la violación de la moral. La indulgencia en la sentencia podría ser totalmente arbitraria y las lesbianas podrían verse castigadas con mayor severidad por violar los roles sociales de género.

### El matrimonio del mismo sexo
Uno de los primeros matrimonios homosexuales registrados en España se produjo el 8 de junio de 1901, cuando Elisa Sánchez Loriga y Marcela Gracias Ibeas se casaron tras engañar a un sacerdote gallego para que realizara la ceremonia nupcial. Repudiadas por su familia y siendo descubiertas por los vecinos, la pareja huyó a Oporto, Portugal, donde fueron arrestadas. La pareja luego huiría a Argentina.

### Cultura LGBT
Tras el final de la Primera República en 1874, la monarquía borbónica fue restaurada en España junto con su estilo conservador marcado por el catolicismo. A pesar de esto, la cultura LGBT centrada principalmente en los hombres homosexuales comenzó a desarrollarse en Madrid y Barcelona sin gran oposición de Alfonso XIII.
Este período representó un cambio en España, donde el amor lésbico no sexual entre mujeres pasó de ser una parte idealizada de la imaginación cultural sobre la cercanía entre mujeres a la de pervertidas con enfermedad mental. Estas ideas a menudo fueron internalizadas por las lesbianas de la época y muchas se sentían torturadas e infelices porque les era difícil vivir abiertamente. No había una cultura de la que las lesbianas pudieran inspirarse, sin modelos históricos a seguir o cuerpo de literatura para que las mujeres se sintieran identificadas. La sociedad a menudo culpaba a los padres por el hecho de que sus hijas fueran lesbianas, acusándoles de proporcionar una mala educación que las convertiría en homosexuales.
Algunas lesbianas que fueron descubiertas en este período se vieron obligadas a someterse a terapia de conversión, sometiéndose voluntariamente a ella porque se veían a sí mismas como defectuosas y enfermas mentales. La creación por Freud del psicoanálisis animó a muchos a creer que el método podría usarse para curar la homosexualidad. Estas curas a menudo involucraban enfoques químicos y quirúrgicos, con tratamientos hormonales primero que luego fueron seguidos por medicamentos diseñados para eliminar la libido de la mujer. Si esto fallaba, las mujeres eran sometidas a una terapia de aversión, que a veces incluía terapia de choque. Si una mujer todavía tenía pensamientos homosexuales, se realizaban tratamientos quirúrgicos, incluida la extirpación del útero o los ovarios. En algunos casos también se realizaron lobotomías. Para evitar esto, muchas lesbianas simplemente se negaban a sí mismas.
Las figuras LGBT más conocidas en la España anterior a la Segunda República eran hombres homosexuales. Entre ellos se encontraban Emilio Castelar, José Lázaro Galdiano, Álvaro Retana, Miguel de Molina, Federico García Lorca, Luis Cernuda y Alfonso Hernández Catá. En la escena literaria, había pocas lesbianas. Las escritoras lesbianas de este período a menudo fueron borradas de múltiples formas como parte de un problema más amplio del borrado de las mujeres en la sociedad. A menudo se vieron obligadas a utilizar seudónimos masculinos para ser publicadas o tuvieron que eliminar personajes femeninos de las historias. Lucía Sánchez Saornil comenzó a escribir poemas en los que el yo poético era masculino en 1919.Su escritura se caracterizaba por una estética vanguardista ultramoderna. Al discutir el lesbianismo, su trabajo demostró que la sociedad española estaba atrasada en su pensamiento y fuera de contacto con el resto de Europa.

### Cómo veía la sociedad a las lesbianas
Un manual publicado en 1908 describía a una lesbiana como "un tipo de persona activa, valiente, creativa, de temperamento bastante decidido, no demasiado emocional; amante de la vida al aire libre, la ciencia, la política o incluso los negocios; buena organizadora y complacida con los puestos de responsabilidad". Su cuerpo es perfectamente femenino, aunque su naturaleza interior es fundamentalmente masculina".
Las lesbianas también fueron descritas en otra publicación de sexología en ese período como "invertidas congénitas". Un tercero las describía como "pseudoinvestidas", sugiriendo que habrían sido heterosexuales si otros no las hubieran atraído a la inversión. Otro sostenía que las lesbianas no podían ser mujeres, porque las mujeres existen solo como seres binarios, junto con los hombres, con el propósito de reproducirse.

## Dictadura de Primo de Rivera (1923-1930)

### Legislación en torno a la homosexualidad
Las primeras leyes que penalizaban la homosexualidad aparecieron en España en el Código Penal de 1928. Implementada por un período de cuatro años que terminó en 1932, la ley se aplicaba a ambos sexos y surgió del disgusto de Miguel Primo de Rivera hacia los homosexuales en el ejército español. Primo de Rivera justificaba estas leyes recordando una época anterior, cuando los Reyes Católicos gobernaban España y la Iglesia católica perseguía a los homosexuales. El artículo 601 establecía de dos a doce años de prisión para las personas que cometieran abusos deshonestos contra personas del mismo sexo. El artículo 616 estipulaba: "El que, habitualmente o con escándalo, cometiere actos contrarios al pudor con personas del mismo sexo, será castigado con multa de 1.000 a 10.000 pesetas e inhabilitación especial para cargos públicos de seis a doce años." La homosexualidad en sí misma no era ilegal, pero los actos sexuales entre personas del mismo sexo sí lo eran. Se llevaron a juicio pocos procesamientos porque los juristas, influenciados por académicos médicos como Gregorio Marañón, creían que los homosexuales eran enfermos mentales.

### Cultura lésbica
En la década de 1920, España era muy católica en términos de orientación cultural. Las mujeres en general durante este período se enfrentaban a muchos tipos de discriminación social y tenían pocos derechos. Estaban bajo la tutela de sus familiares varones, podían ser obligadas a contraer matrimonio y no podían divorciarse.
La dictadura de Primo de Rivera ocurrió durante un período en el que las mujeres españolas estaban influenciadas por las flappers anglosajonas y las garçonnes francesas, que ayudaron a redefinir la feminidad y la masculinidad españolas. Con un trasfondo internacional de regreso a la normalidad y roles de género tradicionales después de la Primera Guerra Mundial, combinaba la feminidad con la sensualidad. Había dos estereotipos de lesbianas españolas durante la década de 1920: lesbianas masculinas que tenían modales masculinos y las flappers. Las lesbianas masculinas en esta época se caracterizaban por fumar puros y consumir vino y licores imitando roles masculinos. Las flappers imitaban a Carlota, de la novela Sab. Se trataba de mujeres europeas que encontraron la libertad trabajando fuera del hogar. En Madrid, estas mujeres tenían un capital cultural considerable y fueron retratadas como de apariencia casi griega, sin ninguna degeneración asociada con ellas.
Para algunos hombres en el período de Primo de Rivera, no había diferencia entre feminismo y lesbianismo; muchos hombres, los confundían, incluido Gregorio Marañón, que veía el lesbianismo como resultado de que las mujeres evitaran el feminismo tradicional y, en cambio, se dedicaran a actividades más masculinas como los deportes.

### Lesbianas prominentes

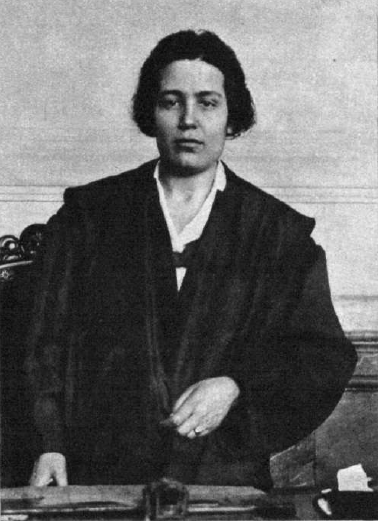
La abogada y congresista española Victoria Kent durante su etapa como directora general de Prisiones en 1931.

Marisa Roësset, Victoria Kent, Irene Polo, Carmen Conde, Matilde Ras y Elena Fortún formaron parte de un círculo lésbico en el Madrid de los años veinte conocido como Círculo Sáfico.
Victoria Kent fue una de las tres mujeres elegidas para el primer Congreso de Diputados en la Segunda República. En 1924, hizo historia al convertirse en la primera mujer en incorporarse al Colegio de Abogados de Madrid y convertirse en abogada. En 1926 fue nombrada vicepresidenta del Lyceum Club Femenino en Madrid. Como otras, su condición de lesbiana no fue conocida hasta después de la Guerra Civil.
Elena Fortún fue otra lesbiana prominente de la época, conocida por sus historias infantiles vívidamente escritas. Tuvo una infancia infeliz y nunca logró encajar. Desde muy joven, siempre quiso la autodeterminación. A pesar de esto, se casó con un primo en 1908 y fue su marido quien la animó a empezar a escribir. La pareja tuvo dos hijos. En el siglo XXI han sido publicadas dos novelas suyas que permanecían ocultas: Oculto sendero y El pensionado de Santa Casilda. Esta última fue coescrita junto a Matilde Ras.

## Segunda República Española (1931-1937)

### Leyes sobre mujeres y homosexualidad
Hasta el comienzo de la Segunda República, las mujeres en general tenían pocos derechos conforme a la ley. Las cosas cambiaron con la introducción de leyes que empoderaron a todas las mujeres en este período. Incluían la posibilidad de postularse para cargos políticos, votar y poder divorciarse.
En 1931, el artículo 616 fue derogado cuando entró en vigor la nueva constitución española con el nacimiento de la Segunda República. En pocos años, el Código Penal español de la Segunda República ya no incluía ninguna mención a la homosexualidad. Si bien esto no era comparable a la igualdad para las mujeres prometida por la ley, marcó un gran paso adelante en el avance de los derechos incipientes para la comunidad LGBT en el país. La liberalización de las leyes tampoco traería cosas como el matrimonio igualitario.
La miembro del Partido Republicano Radical Socialista Victoria Kent y el miembro del PSOE Luis Jiménez de Asúa impulsaron reformas del Código Penal de 1932. Estas reformas llevaron a la eliminación de la homosexualidad como un factor agravante de la delincuencia. Jiménez de Asúa también presionó con éxito por la inclusión del “ estado peligroso ” en el derecho penal español por primera vez. Esta ley permitía al estado intervenir si se había cometido un delito o con el fin de evitar que se cometieran posibles delitos si pensaban que iba a ocurrir una situación potencialmente peligrosa. A esto le siguió la “defensa social ”, que permitía al Estado actuar en defensa de la protección de la sociedad de personas que consideraba peligrosas, aunque su comportamiento no fuera considerado delictivo en sí mismo.
El 1933, la Ley de Vagos y Maleantes eliminó la homosexualidad como delito, salvo entre militares. Los mendigos, rufianes, proxenetas y prostitutas todavía se consideraban criminales. Aprobado el 4 de agosto de 1933, fue aprobado por unanimidad en el PSOE y el Congreso de Diputados.

### Cultura gay y lésbica
La Segunda República marcó el comienzo de un período en el que la gente acusó a sus enemigos políticos de ser homosexuales. A diferencia de algunos países como Alemania, durante el período de la Segunda República no hubo ningún movimiento para tratar de acabar con la homofobia. A pesar de la liberalización de las leyes, la homosexualidad culturalmente seguía considerándose una enfermedad. Las lesbianas seguirían sufriendo mayor discriminación como resultado de su género, lo que las dejaba en riesgo de sufrir la cultura masculina patriarcal y violencia de género. Para la comunidad LGBT en general, la Segunda República inició un período de cultura distinta y un intelectualismo LGBT más amplio. Parte de la literatura homoerótica de mujeres se compartió durante la Segunda República, gran parte de ella vinculada a escritos de izquierda, que estaban asociados con movimientos feministas y de amor libre.

### Lesbianas prominentes

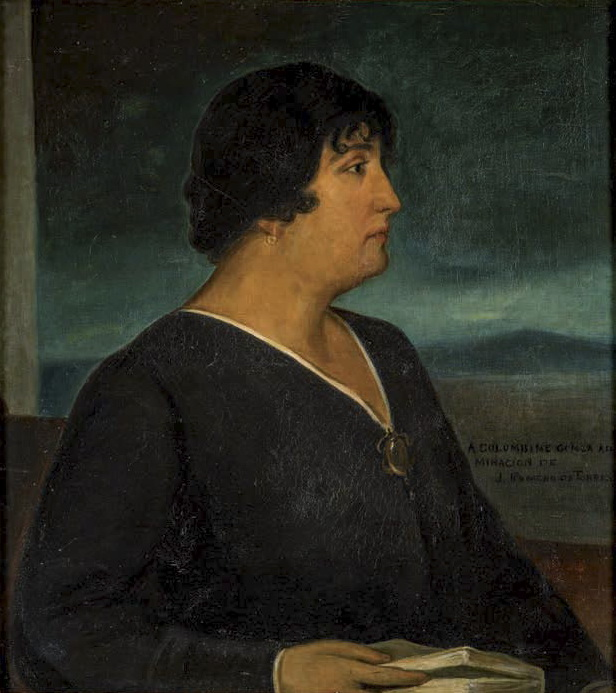
Retrato de Carmen de Burgos por Julio Romero de Torres en 1917

Una de las lesbianas más destacadas de este período fue Lucía Sánchez Saornil, que era miembro de la Confederación Nacional del Trabajo (CNT) y fundadora de Mujeres Libres. Denunció a sus contemporáneos por apoyar el paradigma patriarcal actual. Posteriormente, comenzó a trabajar para el diario Umbral, donde conoció a su compañera América Barroso en 1937. Sánchez Saornil argumentó en este período que la maternidad era solo una opción disponible para las mujeres, y que las mujeres deben ser, ante todo, personas autónomas. Más que su ideología anarquista, sus propias experiencias como lesbiana probablemente informaron sus puntos de vista sobre la maternidad. Su condición de lesbiana no sería bien conocida hasta la década de 1980, aunque escribió usando un seudónimo masculino en el período de la Segunda República, Luciano de San Saor, defendiendo el deseo lésbico. Quienes trabajaron con ella en Mujeres Libres en este período dicen que Sánchez nunca les ocultó que era lesbiana y que su relación no normativa con América Barroso era bien conocida.
Margarita Xirgu fue una conocida actriz de teatro catalana durante la Segunda República que era conocida en la comunidad teatral como lesbiana. Actuó en muchas obras escritas por su amigo también homosexual Federico García Lorca, incluidas Yerma, Blood Wedding y Doña Rosita. En el estreno de Yerma en Madrid, los seguidores de la derecha presentes en el acto interrumpieron el espectáculo para acusarla desde sus asientos en la galería superior de ser lesbiana. Dejó España en enero de 1936 para realizar una gira por el extranjero, donde interpretó varias obras de Lorca. Fue recibida por un público agradecido en México ese año.
"Se ha dicho que comprenderlo todo es perdonarlo todo; yo digo que debemos perdonar (si estamos capacitados para emplear esa palabra en cosa que no nos afecta) hasta lo que no comprendemos. Cada uno vive bien su vida sin ese dolor que nosotros concebimos en ella. Es cuestión de hábito, de temperamento. No nos pongamos trascendentales."
Irene Polo era otra lesbiana catalana, también periodista autodidacta y fuera del armario dentro de la redacción. En su juventud, se la conocía por bañarse desnuda en Port de la Selva en la Costa Brava con el objetivo de atraer a otras mujeres. Al encontrarse con Margarita Xirgú en Barcelona en enero de 1936 para una entrevista después de la actuación de Doña Rosita, dejó su puesto y siguió al grupo de teatro hasta México. Su repentina y brusca decisión de mudarse se debió a su amor por Margarita Xirgu. La pareja se separaría unos años más tarde, ya que la relación era en gran parte un asunto unilateral. Ni Margarita Xirgu ni Irene Polo volvieron a España. Polo se suicidó en Chile en 1941 saltando por una ventana.
Carmen de Burgos fue la primera mujer periodista profesional del país. En varias de sus obras aparece el tema del lesbianismo. Tuvo una relación sentimental con su compañera feminista y sufragista portuguesa Ana de Castro Osório.
María de Maeztu fue la directora de la Residencia de Señoritas de Madrid. Una de las residentes fue Victoria Kent. La residencia permitía a las mujeres discutir abiertamente sus creencias radicales, incluido el concepto de amor libre y la reforma carcelaria. A principios de la década de 1930, María de Maeztu se sentía muy atraída por la argentina Victoria Ocampo y estaba celosa de Victoria Kent. En 1931, Victoria Kent se convirtió en directora general de Prisiones, la primera mujer en conseguir un cargo político de alto rango en la Segunda República.

## Guerra civil española (1936-1939)
Poco se sabe sobre las lesbianas durante la guerra civil española, ya que en gran parte desaparecieron de la historia y sus historias se agruparon generalmente sin contexto lésbico junto a mujeres heterosexuales. La homofobia estuvo presente en las zonas rurales y dentro de los ejércitos republicanos y nacionales. Estaba menos presente en las ciudades controladas por los republicanos. Durante la guerra, muchas personas LGBT se escondieron para su propia protección, ya que las autoridades locales perseguían a los que estaban fuera del armario o se sospechaba que eran homosexuales. Ser lesbiana en el período de la Guerra Civil podía convertir a las mujeres en objeto de violencia, ya que su existencia desafiaba las regulaciones sociales sobre los roles de las mujeres. La seguridad para las mujeres implicaba cumplir con la cultura española hegemónica.
Huelva fue tomada por las fuerzas nacionalistas el 29 de julio de 1936, y el control total de la provincia tuvo lugar en septiembre de 1936. Durante la Guerra Civil, los hombres homosexuales y las mujeres lesbianas detrás de las líneas nacionalistas fueron enviados a menudo a la Prisión Provincial de Huelva, una de las dos cárceles más notorias de España en ese momento. Allí fueron torturados y recibieron un castigo particularmente severo. Algunas lesbianas pueden haber sido identificadas erróneamente como mujeres que desafiaban las convenciones sociales sobre el papel de la mujer. Conscientes de las percepciones externas sobre ellas, las mujeres y lesbianas en prisión no perpetuaron un ciclo de violencia sexual contra otras personas prisioneras con ellas.

### Lesbianas prominentes
Durante la guerra civil, Kent inicialmente ayudó adquiriendo suministros para los republicanos en Guadarrama y luego asistiendo a los niños refugiados que huían de España. Pronto, fue nombrada primera Secretaría de la Embajada de la República en París, donde continuó su trabajo para tratar de asegurar el paso de los niños refugiados españoles, intentando llevarlos a los Estados Unidos.

## España franquista (1938-1975)

### Legislación sobre mujeres y homosexualidad
En el período inmediatamente posterior a la guerra, la principal preocupación del gobierno era eliminar la resistencia política y armada. Las personas LGBT no eran ni serían un foco principal hasta que hubieran eliminado estas amenazas y fueran capaces de imponer una forma de catolicismo conservador en la población. El problema más urgente para las lesbianas era el regreso a un estatus legal más limitado. La derogación de la ley que permitía el divorcio se produjo el 23 de septiembre de 1939 y restringió severamente las formas en las que las mujeres, incluidas las lesbianas no conformes con el género, podían comportarse fuera de sus hogares al imponerles restricciones legales y culturales.
El Código Penal de 1932, con sus conceptos de “estado peligroso” y “defensa social”, fue reformulado por Franco en 1954 para tipificar como delito la homosexualidad como delito sexual. La Ley de Vagos y Maleantes de 1933 fue utilizada por el régimen de Franco hasta 1970 para castigar penalmente a los homosexuales. Tras la promulgación de la Constitución, esta ley fue reemplazada por la Ley de Peligrosidad Social, que calificaba la homosexualidad como una enfermedad mental. Estas leyes se utilizarían más tarde para encarcelar a las mujeres y enviarlas a instituciones psiquiátricas. Las lesbianas en las cárceles franquistas fueron acusadas de prostitución en lugar de homosexualidad, lo que hace imposible determinar su número en comparación con los hombres homosexuales. Esto se debía a que el régimen tenía solo dos categorías para el empleo de las mujeres: ama de casa y prostituta. A pesar de esto, el régimen de Franco en gran parte no tenía en consideración el activismo lésbico, y el número de procesamientos de mujeres fue siempre mucho menor que el de hombres homosexuales, especialmente en los últimos años del régimen.
Las lesbianas que terminaban en prisión, a menudo eran chantajeadas por los guardias. Lo hacían porque algunas de ellas practicaban el sexo en prisión con prisioneras no políticas. Algunas de esas relaciones no eran consensuadas, puesto que las guardias podían utilizar su poder para forzar a otras mujeres a practicar el sexo con ellas y las violaban.

### En el exilio
Victorina Durán, Margarita Xirgu, Ana María Sagi y Lucía Sánchez Saornil sobrevivieron a la guerra aunque todas debieron exiliarse para sobrevivir. Aunque relativamente abiertas sobre su orientación en el exilio, todas trataron de mantener niveles de discreción al respecto. Lucía Sánchez Saornil volvió a España, a Valencia, abandonó la militancia política y volvió a escribir una poesía alejada de las vanguardias. Estos poemas no fueron publicados hasta después de su muerte.
Durante la década de 1950, Victoria Kent, comenzó a vivir con la filántropa neoyorquina Louise Crane, que era 15 años más joven que ella, mientras vivía en el exilio. A partir de 1954, la pareja publicó Ibérica: por la Libertad. La revista fue una de las publicaciones más importantes entre los moderados españoles que vivían en el exilio. Cerró en 1974. Sirvió para presionar al gobierno de Estados Unidos para que pusiera fin a sus lazos con Franco, incluso mientras Estados Unidos buscaba fortalecerse para combatir la amenaza comunista.

### Cultura lesbiana
Debido a las creencias del régimen de Franco sobre las mujeres, incluida la incapacidad para comprender el lesbianismo, hubo una cultura clandestina disponible para las mujeres lesbianas. Mientras que resultaba sospechoso que varios hombres compartieran urinarios públicos, las chicas que organizaban fiestas sin la asistencia de chicos eran vistas con menos cautela, ya que muchos asumían que estaban siendo puras al no invitar a los chicos. Su invisibilidad protegía a las lesbianas de una manera que no protegía a los hombres porque mucha gente creía que el lesbianismo no existía. Las lesbianas solían utilizar palabras en clave, como bibliotecaria, para identificarse entre sí. Debido a que las playas estaban segregadas por género, a menudo era un lugar fácil para que las lesbianas socializaran.
No hubo tradición literaria española para lesbianas hasta el final del franquismo. La pieza más significativa de la literatura lésbica española de ese período fue Oculto sendero de Elena Fortún, que aunque nunca se publicó oficialmente, circulaba desde 1945 y contaba el relato ficticio de una lesbiana española en el exilio.
La primera organización de lesbianas en España no se fundó hasta 1979 en Barcelona, y las lesbianas siguieron manteniendo un perfil más bajo en la comunidad LGBT en España que sus pares masculinos homosexuales. Cuando no mantenían un perfil más bajo, sus compañeros masculinos los ignoraban activamente como completamente sin importancia.

## Memoria histórica
La Asociación para la Recuperación de la Memoria Histórica fue fundada en 2000 por el periodista español Emilio Silva después de que localizara con éxito los restos de su abuelo y otras once personas en una zanja al borde de la carretera. A partir de 2002, comenzó a hacer lobby para que la memoria histórica se convirtiera en ley, lo que consiguió en 2007 con el apoyo del gobierno de Zapatero a través de La Ley de Memoria Histórica. Esta no derogó la Ley 46/1977 ni el Pacto de Olvido que otorgaban amnistía a los miembros del régimen franquista. Por ley, las víctimas existíeron pero los perpetradores no.
Un aspecto de la memoria histórica ha consistido en identificar los restos de personas LGBT asesinadas durante la Guerra Civil. Esto es cuestionado por algunos, que no entienden cómo encontrar e identificar los restos de las víctimas del franquismo ayudará a los españoles a resolver su complicado pasado. Para muchas familias de personas LGBT, identificar los restos es importante porque es todo lo que tienen de su familiar. No tienen ningún otro legado.
Las historias de lesbianas son más difíciles de encontrar ya que los hombres homosexuales tenían mucha más visibilidad por estar sometidos a castigos más brutales por parte del régimen de Franco. Las lesbianas, que se beneficiaron de una menor visibilidad como medio para evitar la represión, tienen una historia mucho más difícil de documentar en el período de la Guerra Civil. Según la realizadora de documentales Andrea Weiss, la memoria histórica requiere que las personas conozcan primero las historias sobre las personas antes de poder recordarlas. Si bien se conocen los trazos generales, muchas de las historias individuales se pierden u olvidan, por lo que no se pueden recordar. Hace imposible comprender el nivel de sufrimiento que padeció la comunidad LGBT de España durante la Guerra Civil.